# تو هستی (فیلم)
تو هستی (به هندی: Hu Tu Tu) فیلمی محصول سال ۱۹۹۹ و به کارگردانی گلزار است. در این فیلم بازیگرانی همچون نانا پاتیکار، سونیل شتی، تابو، شیواجی ساتام، موهان آگاشه، کولبوشان کارباندا ایفای نقش کرده‌اند.